# Европски пут Е65
Европски пут E65 је европски пут класе А, који се простире у смеру север-југ и који почиње у Малмеу у Шведској и завршава се у Ханији у Грчкој. Е65 је један од европских међународних путева који пролази кроз Србију. У Србији, овај пут је обележен као низ деоница државних путева 22, 32 и 31. 